# États-Unis aux Jeux olympiques d'été de 1932
Les États-Unis sont la nation hôte des Jeux olympiques d'été de 1932 se déroulant à Los Angeles. Il s'agit de leur neuvième participation à des Jeux d'été
La délégation américaine, composée de 474 athlètes, termine première du classement par nations avec 103 médailles (41 en or, 32 en argent et 30 en bronze).

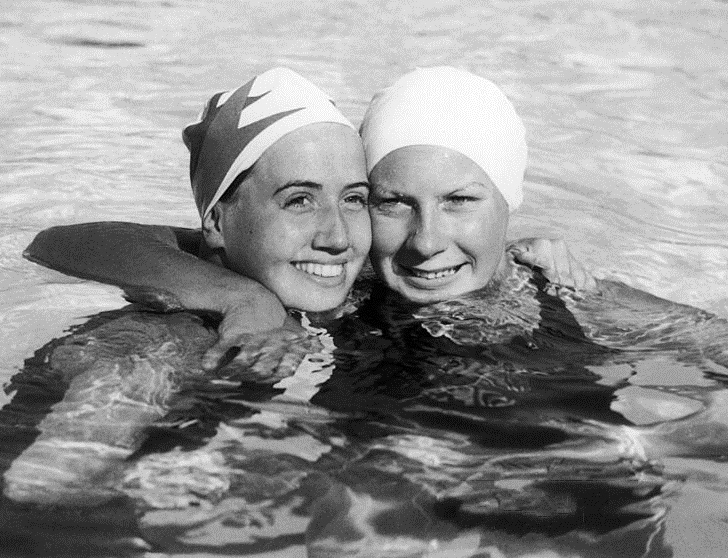
Lenore Kight (médaille d'argent sur 400 m) et Helene Madison (double championne olympique sur 100 m et 400 m).

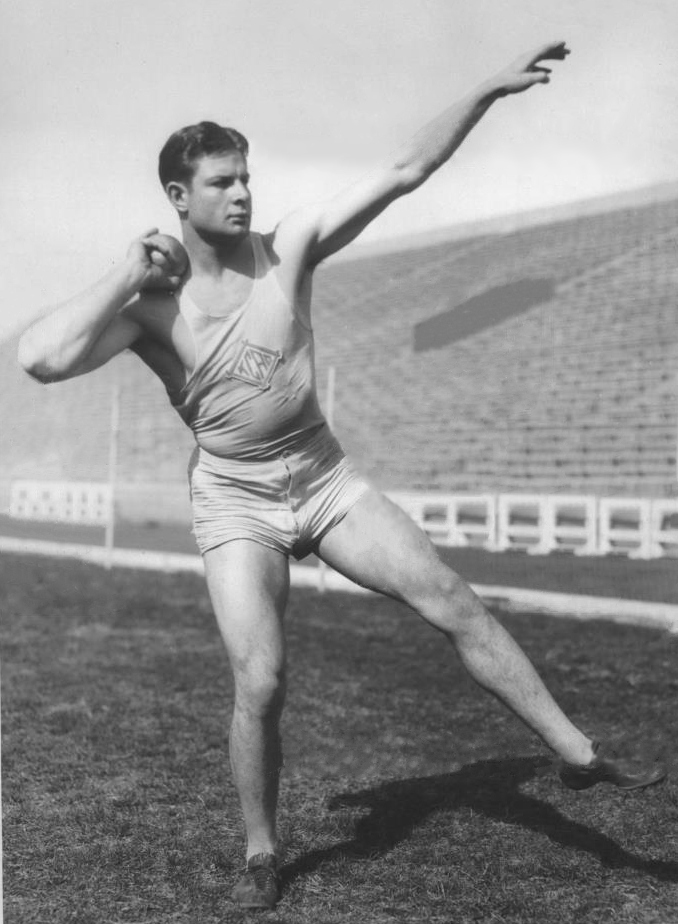
James Bausch champion olympique au décathlon.

## Bilan global
| Sport              | Médaille d'or, Jeux olympiques | Médaille d'argent, Jeux olympiques | Médaille de bronze, Jeux olympiques | Total |
| Athlétisme         | 16                             | 13                                 | 6                                   | 35    |
| Aviron             | 3                              | 1                                  | 0                                   | 4     |
| Boxe               | 2                              | 0                                  | 3                                   | 5     |
| Équitation         | 1                              | 2                                  | 2                                   | 5     |
| Escrime            | 0                              | 1                                  | 2                                   | 3     |
| Gymnastique        | 5                              | 6                                  | 5                                   | 16    |
| Hockey sur gazon   | 0                              | 0                                  | 1                                   | 1     |
| Haltérophilie      | 0                              | 0                                  | 2                                   | 2     |
| Lutte              | 3                              | 2                                  | 0                                   | 5     |
| Natation           | 5                              | 2                                  | 3                                   | 10    |
| Pentathlon moderne | 0                              | 0                                  | 1                                   | 1     |
| Plongeon           | 4                              | 4                                  | 4                                   | 12    |
| Voile              | 2                              | 1                                  | 0                                   | 3     |
| Water polo         | 0                              | 0                                  | 1                                   | 1     |
|                    | 41                             | 32                                 | 30                                  | 103   |

## Liste des médaillés américains

### Médailles d'or
| Sport                                              | Discipline | Sportifs |
| Médailles d’or 41                                  | |          |
| Athlétisme                                         | |          |
| 100 m                                              | Eddie Tolan |          |
| 200 m                                              | Eddie Tolan |          |
| 400 m                                              | Bill Carr |          |
| 110 m haies                                        | George Saling |          |
| 4 × 100 m                                          | Robert Kiesel, Emmett Toppino Hector Dyer, Frank Wykoff |          |
| 4 × 400 m                                          | Ivan Fuqua, Edgar Ablowich Karl Warner, Bill Carr |          |
| Saut en longueur                                   | Edward Gordon |          |
| Saut à la perche                                   | William Miller |          |
| Lancer du poids                                    | Leo Sexton |          |
| Lancer du disque                                   | John Anderson |          |
| Décathlon                                          | James Bausch |          |
| 80 m haies féminin                                 | Mildred Didrikson |          |
| 4 × 100 m féminin                                  | Mary Carew, Evelyn Furtsch Annette Rogers, Wilhelmina von Bremen |          |
| Saut en hauteur féminin                            | Jean Shiley |          |
| Lancer du disque féminin                           | Lillian Copeland |          |
| Lancer du javelot féminin                          | Mildred Didrikson |          |
| Aviron                                             | |          |
| Deux de couple                                     | Kenneth Myers, William Gilmore |          |
| Deux barré                                         | Joseph Schauers, Charles Kieffer Edward Jennings (barreur) |          |
| Huit                                               | Edwin Salisbury, James Blair, Duncan Gregg David Dunlap, Burton Jastram, Charles Chandler Harold Tower, Winslow Hall (rameur), Norris Graham (barreur)                         |          |
| Équitation                                         | |          |
| Concours complet par équipes                       | Earl Foster Thomson, Harry Chamberlin, Edwin Argo |          |
| Gymnastique                                        | |          |
| Anneaux                                            | George Gulack |          |
| Barre fixe                                         | Dallas Bixler |          |
| Montée à la corde                                  | Raymond Bass |          |
| Gymnastique indienne sur poteau                    | George Roth |          |
| Tumbling                                           | Rowland Wolfe |          |
| Lutte                                              | |          |
| Lutte libre Poids coq, -56 kg                      | Robert Pearce |          |
| Lutte libre Poids mi-moyens, 66 - 72 kg            | Jack van Bebber |          |
| Lutte libre Poids mi-lourds, 79 - 87 kg            | Peter Mehringer |          |
| Natation                                           | |          |
| 400 m nage libre hommes                            | Buster Crabbe |          |
| 100 m nage libre féminin                           | Helene Madison |          |
| 400 m nage libre féminin                           | Helene Madison |          |
| 100 m dos féminin                                  | Eleanor Holm |          |
| 4 × 100 m nage libre féminin                       | Helen Johns, Eleanor Saville Josephine McKim, Helene Madison |          |
| Plongeon                                           | |          |
| Tremplin à 3 m hommes                              | Michael Galitzen |          |
| Tremplin à 3 m femmes                              | Georgia Coleman |          |
| Plongeon de haut vol hommes Plateforme à 10 mètres | Harold Smith |          |
| Plongeon de haut vol femmes Plateforme à 10 mètres | Dorothy Poynton-Hill |          |
| Voile                                              | |          |
| Classe Star                                        | Gilbert Gray, Andrew Libano |          |
| 8 mètres                                           | John Biby, William Cooper, Carl Dorsey Owen Churchill, Robert Sutton, Pierpont Davis Alan Morgan, Alphonse Burnand, Thomas Webster John Huettner, Richard Moore, Kenneth Carey |          |

### Médailles d'argent
| Sport                                              | Discipline                                                                                              | Sportifs |
| Médailles d’argent 32                              | |          |
| Athlétisme                                         | |          |
| 100 m masculin                                     | Ralph Metcalfe                                                                                          |          |
| 200 m masculin                                     | George Simpson                                                                                          |          |
| 400 m masculin                                     | Benjamin Eastman                                                                                        |          |
| 5 000 m masculin                                   | Ralph Hill                                                                                              |          |
| 110 m haies                                        | Percy Beard                                                                                             |          |
| 400 m haies                                        | Glenn Hardin                                                                                            |          |
| Saut en longueur                                   | Lambert Redd                                                                                            |          |
| Saut en hauteur                                    | Robert Van Osdel                                                                                        |          |
| Lancer du poids                                    | Harlow Rothert                                                                                          |          |
| Lancer du disque                                   | Henri LaBorde                                                                                           |          |
| 80 m haies                                         | Evelyne Hall                                                                                            |          |
| Saut en hauteur féminin                            | Mildred Didrikson                                                                                       |          |
| Lancer du disque féminin                           | Ruth Osburn                                                                                             |          |
| Aviron                                             | |          |
| Skiff hommes                                       | William Miller                                                                                          |          |
| Équitation                                         | |          |
| Concours général individuel                        | Earl Foster Thomson                                                                                     |          |
| Saut d'obstacles individuel                        | Harry Chamberlin                                                                                        |          |
| Escrime                                            | |          |
| Fleuret individuel                                 | Joseph L. Levis                                                                                         |          |
| Gymnastique                                        | |          |
| Concours général par équipes masculin              | Frank Haubold, Alfred Jochim, Michael Schuler Frank Cumiskey, Frederick Meyer                           |          |
| Anneaux                                            | William Denton                                                                                          |          |
| Saut                                               | Alfred Jochim                                                                                           |          |
| Montée à la corde                                  | William Galbraith                                                                                       |          |
| Gymnastique indienne sur poteau                    | Philip Erenberg                                                                                         |          |
| Tumbling                                           | Edward Gross                                                                                            |          |
| Lutte                                              | |          |
| Lutte libre Poids plume, 56 - 61 kg                | Edgar Nemir                                                                                             |          |
| Lutte libre Poids lourds, +87 kg                   | Jack Riley                                                                                              |          |
| Natation                                           | |          |
| 4 × 200 m nage libre masculin                      | George Fissler, Frank Booth Manuella Kalili, Maiola Kalili                                              |          |
| 400 m nage libre dames                             | Lenore Kight                                                                                            |          |
| Plongeon                                           | |          |
| Tremplin à 3 m hommes                              | Harold Smith                                                                                            |          |
| Tremplin à 3 m femmes                              | Katherine Rawls                                                                                         |          |
| Plongeon de haut vol hommes Plateforme à 10 mètres | Michael Galitzen                                                                                        |          |
| Plongeon de haut vol femmes Plateforme à 10 mètres | Georgia Coleman                                                                                         |          |
| Voile                                              | |          |
| 6 mètres                                           | Robert Carlson, Temple Ashbrook, Frederic Conant Charles Smith, Donald Wills Douglas, Jr., Emmett Davis |          |

### Médailles de bronze
| Sport                                              | Discipline | Sportifs |
| Médailles de bronze 30                             | |          |
| Athlétisme                                         | |          |
| 200 m masculin                                     | Ralph Metcalfe |          |
| 400 m haies                                        | Morgan Taylor |          |
| 3 000 m steeple                                    | Joseph McCluskey |          |
| Saut à la perche                                   | George Jefferson |          |
| Lancer du marteau                                  | Peter Zaremba |          |
| 100 m féminin                                      | Wilhelmina von Bremen |          |
| Boxe                                               | |          |
| Poids mouches (-50,8 kg)                           | Lou Salica |          |
| Poids légers (-61,2 kg)                            | Nathan Bor |          |
| Poids lourds (+79,4 kg)                            | Frederick Feary |          |
| Équitation                                         | |          |
| Dressage Epreuve individuelle                      | Hiram Tuttle avec Olimpic |          |
| Dressage Epreuve par équipes                       | Hiram Tuttle, Isaac Kitts, Alvin Moore |          |
| Escrime                                            | |          |
| Épée par équipes                                   | George Charles Calnan, Gustave Marinius Heiss, Frank Stahl Jr. Righeimer Tracy Jaeckel, Curtis Charles Shears, Miguel de Capriles                                                            |          |
| Fleuret par équipes                                | George Charles Calnan, Richard Clarke Steere, Joseph L. Levis Dernell Every, Hugh Vincent Alessandroni, Frank Stahl Jr. Righeimer                                                            |          |
| Gymnastique                                        | |          |
| Cheval d'arçons                                    | Frank Haubold |          |
| Saut                                               | Edward Carmichael |          |
| Montée à la corde                                  | Thomas Connelly |          |
| Gymnastique indienne sur poteau                    | William Kuhlemeier |          |
| Tumbling                                           | William Herrmann |          |
| Haltérophilie                                      | |          |
| Plumes, –60 kg                                     | Anthony Terlazzo |          |
| Mi-lourds, 75–82.5 kg                              | Henry Duey |          |
| Hockey sur gazon                                   | |          |
| Equipe                                             | Harold Brewster, Samuel Ewing, Leonard O’Brien Henry Greer, James Gentle, Horace Disston Lawrence Knapp, David McMullin, Charles Shaeffer Amos Deacon, William Boddington, Frederick Wolters |          |
| Natation                                           | |          |
| 100 m nage libre hommes                            | Albert Schwartz |          |
| 1 500 m nage libre hommes                          | Jim Cristy |          |
| 100 m nage libre féminin                           | Eleanor Saville |          |
| Pentathlon moderne                                 | |          |
| Epreuve Individuelle masculine                     | Richard Mayo |          |
| Plongeon                                           | |          |
| Tremplin à 3 m hommes                              | Richard Degener |          |
| Tremplin à 3 m femmes                              | Jane Fauntz |          |
| Plongeon de haut vol hommes Plateforme à 10 mètres | Frank Kurtz |          |
| Plongeon de haut vol femmes Plateforme à 10 mètres | Marion Roper |          |
| Water polo                                         | |          |
| Equipe                                             | Austin Clapp, Philip Daubenspeck, Charles Finn Harold McAllister, Wallace O'Connor, Calvert Strong Herbert Wildman                                                                           |          |

## Engagés par sport

### Équitation

#### Concours complet
| Athlète                                         | Cheval                                     | Compétition | Résultats | Résultats |
| Athlète                                         | Cheval                                     | Compétition | Score     | Rang      |
| ----------------------------------------------- | ------------------------------------------ | ----------- | --------- | --------- |
| Eddie Argo                                      | Honolulu Tomboy                            | Individuel  | 1539,250  | 8e        |
| Harry Chamberlin                                | Pleasant Smiles                            | Individuel  | 1687,833  | 4e,       |
| Earl Foster Thomson                             | Jenny Camp                                 | Individuel  | 1811,00   | [ 4 ]     |
| Eddie Argo Harry Chamberlin Earl Foster Thomson | Honolulu Tomboy Pleasant Smiles Jenny Camp | Équipe      | 5038,083  | [ 4 ]     |

#### Dressage
| Athlète                              | Cheval                          | Compétition | Résultats | Résultats |
| Athlète                              | Cheval                          | Compétition | Score     | Rang      |
| ------------------------------------ | ------------------------------- | ----------- | --------- | --------- |
| Isaac Kitts                          | American Lady                   | Individuel  | 846,25    | 6e        |
| Alvin Moore                          | Water Pat                       | Individuel  | 829,00    | 7e        |
| Hiram Tuttle                         | Olympic                         | Individuel  | 901,50    | [ 5 ]     |
| Isaac Kitts Alvin Moore Hiram Tuttle | American Lady Water Pat Olympic | Équipe      | 2576,75   | [ 5 ]     |

#### Saut d'obstacles
| Athlète          | Cheval       | Compétition | Résultats | Résultats |
| Athlète          | Cheval       | Compétition | Score     | Rang      |
| ---------------- | ------------ | ----------- | --------- | --------- |
| William Bradford | Joe Aleshire | Individuel  | 24,00     | 4e        |
| Harry Chamberlin | Show Girl    | Individuel  | 12,00     | [ 7 ]     |
| John W. Wofford  | Babe Wartham | Individuel  | éliminé   | éliminé   |